# Acetylsalicylsyra

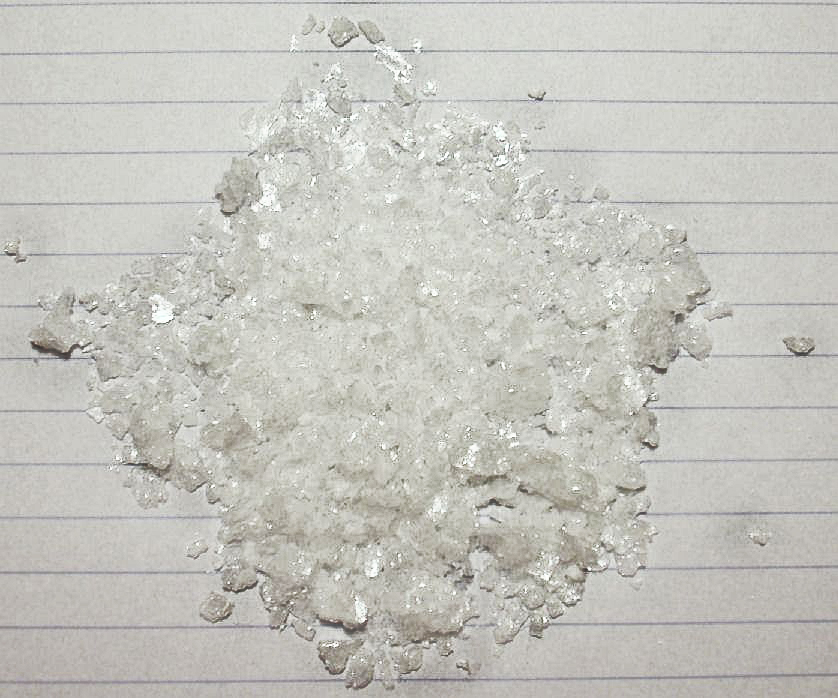

Acetylsalicylsyra (förkortat ASA) är ett läkemedel med smärtstillande, febernedsättande, antiinflammatorisk och trombocytaggregationshämmande effekt. ASA tillhör läkemedelsgruppen icke-steroida antiinflammatoriska läkemedel (NSAID).

## Historik
Acetylsalicylsyra upptäcktes 1897 av Felix Hoffman vid Bayer AG i Tyskland och fick namnet från växtsläktet Salix i vars bark ursprunget salicylsyra finns. Acetylsalicylsyra tillverkades genom acetylering av salicylsyra, för att minska på biverkningarna som salicylsyra hade, acetylsalicylsyra fungerar som en prodrog, i magtarmsystemet klyvs acetylgrupperna av och salicylsyra frigörs.  Varumärket fick namnet Aspirin från det äldre botaniska namnet Spiraea ulmaria på växten älgört, som även den innehåller salicylsyra. Då Aspirin sedan 1900-talet har varit ett av de mest framgångsrika varumärkena inom läkemedelsindustrin internationellt, har ordet aspirin på flera språk, dock ej på svenska, blivit ett varumärkesord. I Sverige introducerades acetylsalicylsyra 1924 av Leo Läkemedel AB med handelsnamnet Albyl.

## Användning
Acetylsalicylsyra används mot tillfälliga smärt- och febertillstånd, samt som antikoagulerande medel vid risk för blodpropp och då vanligen som profylax (förebyggande) i låga doser. Studier har visat att regelbundet intag av ASA kan minska risken för pankreascancer (cancer i bukspottkörteln).

## Verkningsmekanism
Syran verkar genom att hämma bildningen av prostaglandiner, vilka bland annat har proinflammatoriska och protrombotiska effekter i kroppen. Hämningen har således en antiinflammatorisk och en trombocytaggregationshämmande effekt, där den senare troligtvis beror av minskad bildning av tromboxan A2, vilket annars hade kunnat binda in till trombocytens TP-receptor och därmed aktivera den samt öka uttrycket av GPIIb/IIIa-komplexet som kan binda fibrinogen och på så vis aggregera trombocyterna. Bildningen av prostaglandiner hämmas genom att acetylsalicylsyra hämmar enzymet cyklooxygenas som omvandlar arakidonsyra till prostaglandiner.
Salicylater har förmågan att kompetitivt binda till albumin i blodet och då tränga bort bilirubin som transporteras till levern för gallproduktion. Det frigjorda bilirubinet har förmåga att skada det centrala nervsystemet hos småbarn.
En modern myt var att acetylsalicylsyra i Coca-Cola eller i lättöl ger berusning. Sådana effekter finns inte.

## Biverkningar
Barn under 18 år bör inte använda ASA som febernedsättande vid virussjukdomar som till exempel influensa, eftersom det kopplats samman med den ovanliga sjukdomen Reyes syndrom.
De främsta biverkningarna är att acetylsalicylsyra kan irritera mag-tarmkanalens slemhinnor och nedsätta blodets förmåga att koagulera. ASA verkar antikoagulerande på blodet, vilket nyttjas vid vissa tillstånd, men det kan också orsaka problem med ökande blödningsbenägenhet. Andra NSAID-preparat, som till exempel ibuprofen och diklofenak, är något skonsammare för kroppen eftersom de inte påverkar magens slemhinnor och blodets koaguleringsbenägenhet lika mycket. Vissa astmatiker (cirka 10 %) kan drabbas av något som kallas ASA-astma om de använder ASA eller NSAID-preparat. Är man allergisk mot acetylsalicylsyra så kännetecknas det ofta genom svullnader i ansiktet, i synnerhet kring ögonpartiet.

## Varumärken
Acetylsalicylsyra finns i FASS både under ATC-kod N02: Analgetika (under rubriken N02BA: Salicylsyra och derivat) och B01: Antikoagulantia (under rubriken B01AC: Trombocytaggregationshämmande medel exklusive heparin).
Exempel på handelsnamn för acetylsalicylsyra är:
- Albyl minor
- Aspirin
- Bamycor
- Bamyl
- Magnecyl
- Trombyl

Acetylsalicylsyra förekommer också i läkemedel som har flera aktiva substanser:
- Alka-Seltzer, kombinationspreparat med bikarbonat och citronsyra
- Asasantin Retard, kombinationspreparat med dipyridamol
- Doleron, kombinationspreparat med dextropropoxifen och fenazon
- Migpriv, kombinationspreparat med metoklopramid
- Paraflex Comp, kombinationspreparat med klorzoxazon och dextropropoxifen
- Treo, kombinationspreparat med koffein